# Wilhelm Krausneck
Wilhelm Venanz Krausneck (* 5. Oktober 1875 in Bayreuth; † 12. Juni 1927 in München) war ein deutscher Jurist, Verwaltungsbeamter und Politiker (BVP). Zuletzt diente er im Kabinett des bayerischen Ministerpräsidenten Heinrich Held als Finanzminister.

## Leben und Beruf
Wilhelm Krausneck wurde am 5. Oktober 1875 als Sohn eines Rentamtsmanns in Bayreuth geboren. Nach dem Abitur am Humanistischen Gymnasium absolvierte er ein Studium der Rechtswissenschaft an den Universitäten in München, Heidelberg, Berlin und Würzburg. Im Anschluss wurde er zum Dr. jur. promoviert. Er trat 1899 in den bayerischen Finanzverwaltungsdienst ein, arbeitete seit 1903 bei der Regierung der Oberpfalz in Regensburg und war seit 1908 als Regierungsassessor bei der Regierung von Mittelfranken in Ansbach tätig. 1913 erhielt er die Ernennung zum Regierungsrat. Krausneck wechselte 1919 als Oberregierungsrat ins Bayerische Finanzministerium und wurde dort 1920 zum Staatsrat ernannt. Gleichzeitig erhielt er den Posten als Dirigent des Präsidialbüros des Landesfinanzamtes München.
Krausneck war Mitglied der katholischen Studentenverbindungen K.St.V. Askania-Burgundia Berlin  und K.St.V. Walhalla Würzburg im KV.
Wilhelm Krausneck verunglückte am 12. Juni 1927 in München tödlich, als er versuchte auf den fahrenden Anhänger einer Straßenbahn zu springen. Beim Einsteigen in den Waggon verlor er das Gleichgewicht, rutschte aus und brach sich bei dem Sturz die Halswirbelsäule sowie Teile des Rückenmarkes. Fünf Minuten nach Einlieferung in die Chirurgische Klinik erlag er den Folgen des Unfalls. Anschließend wurde er auf dem Schwabinger Friedhof beigesetzt.

## Politik

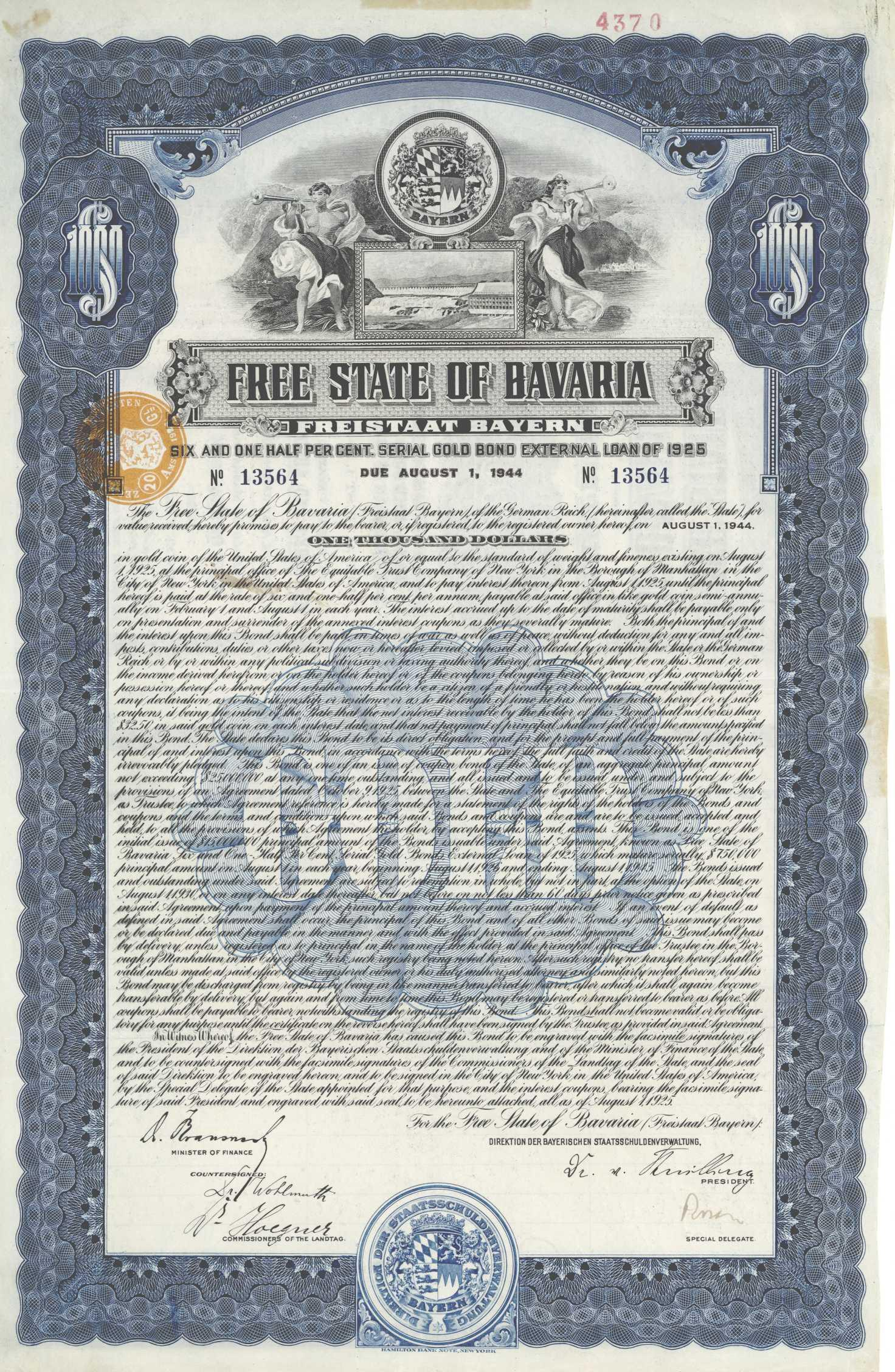
Auslandsanleihe des Freistaates Bayern vom 1. August 1925, signiert von Finanzminister Krausneck

Krausneck, der in die Bayerische Volkspartei (BVP) eingetreten war, amtierte von März bis Juli 1920 als Staatssekretär und vom 16. Juli 1920 bis zu seinem Tode als Staatsminister der Finanzen des Freistaates Bayern.